# Mamas Flitterwochen
Mamas Flitterwochen ist ein deutscher Fernsehfilm des Regisseurs Thomas Jacob aus dem Jahre 2008. Es handelt sich um die Fortsetzung von Wunschkinder und andere Zufälle sowie Die Hochzeit meiner Töchter.

## Handlung
Hilde Reimer hat ihre späte Liebe Theo geheiratet. Die gemeinsamen Flitterwochen verpassen sie aber, da Hilde ständig Schwächeanfälle erleidet, von den Theo aber nichts weiß. Auch bei den Töchtern gibt es einige Probleme in den Beziehungen.

## Produktion
Die Dreharbeiten fanden in Berlin statt. Im Gegensatz zum zweiten Teil war Gesine Cukrowski in der Rolle der Karin Schwarz nicht mehr dabei und Michael Roll ersetzte Roman Knižka. 
Die Erstausstrahlung fand am 14. November 2008 im Ersten statt.